# Kaple Nejsvětější Trojice (Borek)
Kaple Nejsvětější Trojice je v obci Borek, která je částí obce Zahrádky v okrese Česká Lípa.
Kaplička je v evidenci Římskokatolické farnosti v Holanech. Pravidelné bohoslužby se zde nekonají.
Kolem kaple vede červeně značená Evropská dálková trasa E10 pro pěší turisty ze Zahrádek do Jestřebí.

## Architektura
Kaple se nachází v centru obce. Jedná se o jednolodní obdélnou stavbu s oblým závěrem. Presbytář je odstupňován od zbytku kaple jedním schodem. V interiéru se nezachovalo žádné vybavení. Ve vížce nad závěrem kaple se nachází zvon s kruhovou korunou, který ale nemá srdce.